# Nicholas Mailänder
Nicholas Mailänder, auch Nico Mailänder oder Nicho Mailänder (* 1949 in Stuttgart), ist ein deutscher Freikletterer, Schriftsteller, Verleger und Diplompädagoge. Er erwarb sich über viele Jahre hinweg seine Erfahrung in schwieriger Felskletterei und war in den neunziger Jahren bei der Zentrale des Deutschen Alpenvereins (DAV) im Referat Klettern und Naturschutz tätig. Anschließend beschäftigte er sich zunehmend mit der Geschichte des Bergsteigens und Kletterns und veröffentlichte Bücher und Beiträge über Persönlichkeiten und Sachthemen dieses Wissensbereichs.
Unter seinen alpinhistorischen Publikationen sind hervorzuheben:
Im Zeichen des Edelweiß (die Geschichte Münchens als Bergsteigerstadt). Die Chronologie reicht von den Forschungsreisen des Universalgelehrten Franz von Paula Schrank in die Gebirge südlich der Stadt bis ins beginnende 21. Jahrhundert. Neben zahlreichen anderen Themen (das Personenregister enthält allein 644 Namen) stellt Mailänder ausführlich und kritisch die Geschichte des in München gegründeten Deutschen Alpenvereins dar und geht dabei insbesondere auf den antisemitischen und nationalsozialistischen Wahn ein, der den Alpenverein vom Ende des Ersten Weltkrieges bis in die fünfziger Jahre hinein dominiert hat
Er ging voraus nach Lhasa (die Lebensgeschichte von Peter Aufschnaiter). Sie ist das Ergebnis von etwa zehn Jahren enger Zusammenarbeit mit dem autodidaktischen Spezialisten Otto Kompatscher und dem Völkerkundemuseum in Zürich, das den Nachlass von Peter Aufschnaiter verwaltet.

## Publikationen
als Buchautor:
- Nicholas Mailänder: Hart am Trauf, 100 Jahre Klettern auf der Schwäbischen Alb. Panico Alpinverlag, Köngen 2003, ISBN 3-936740-04-6. (Buchbesprechung von Hans-Wolfgang Renz)
- Nicholas Mailänder: Im Zeichen des Edelweiss. Die Geschichte Münchens als Bergsteigerstadt. AS Verlag, Zürich 2006, ISBN 3-909111-28-9.
  - Alfons Ummenhofer: Besprechung des Buches unter ‘‘Völkische Anfänge‘‘. In: Die Wochenzeitung WOZ. Nr. 26, 2007, 28. Juni 2007. (online)
- Nicholas Mailänder (Autor), Otto Kompatscher (Co-Autor): Er ging voraus nach Lhasa: Peter Aufschnaiter. Die Biographie. Tyrolia Verlag, 2019, ISBN 978-3-7022-3693-9. (Buchbeschreibung online)
- Nicholas Mailänder und Volker Leuchsner: Sun Rock – Klettern am Mittelmeer, Panico Alpinverlag, Köngen  1987, ISBN 978-3-926807-01-4, 364 Seiten (englisch), Angebotsseite Kletterführer

als Artikelautor:
- Nicholas Mailänder: Deutscher Alpenverein e. V. (DAV). In: Historisches Lexikon Bayerns publiziert am 17. Juni 2013

- Nicholas Mailänder: Die Hoerlin-Briefe, Nanga Parbat & Nationalsozialismus, bebilderter Begleittext zum Programm des Bayerischen Rundfunks vom 28. Juni 2016 (online). Bericht über die kürzliche Vorstellung im Alpinen Museum in München des Buches Bettina Hoerlin: „Steps of courage – my parents journey from Nazi Germany to America.“(Online-Auszug in Englisch) durch die Autorin über den Briefwechsel ihrer damals noch unverheirateten Eltern Käthe Tietze-Schmid und Hermann Hoerlin aus den Jahren 1934 bis 1938.